# اچ‌ام‌اس درینگ (دی۳۲)
| اچ‌ام‌اس درینگ (دی۳۲) بریتانیا · | اچ‌ام‌اس درینگ (دی۳۲) بریتانیا · |  |
| ------------------------------ | --- |  |
|                                | |  |
| اطلاعات کلی                    | |  |
| نوع کشتی                       | ناوشکن |  |
| کلاس                           | ناوشکن تایپ ۴۵ (دیرینگ کلاس) |  |
| کشور سازنده                    | بریتانیا |  |
| مشخصات                         | |  |
| طول کشتی                       | ۱۵۲٫۴ متر |  |
| پهنای بدنه                     | ۲۱٫۲ متر |  |
| ارتفاع ستون                    | ۷٫۴ متر |  |
| بارگیری استاندارد              | ۸٬۰۰۰ تن |  |
| نوع موتور                      | • ۲ شفت یکپارچه پیشران اکتریکی (IEP) • ۲ × توربین گازی رولز رویس WR - 21 هر کدام ۲۱٫۵ مگاوات • ۲ × دیزل ژنراتورWärtsilä 12V200 هر کدام ۲ مگاوات • ۲ × موتور الکتریکی Converteam هر کدام ۲۰ مگاوات            |  |
| تعداد خدمه                     | ۱۹۰ نفر |  |
| سرعت                           | ۵۴Km/h |  |
| برد عملیاتی                    | ۱۳٬۰۰۰ کیلومتر در سرعت ۳۳ کیلومتر |  |
| جنگ‌افزارها                     | |  |
| توپخانه                        | • ۱ × ۴٫۵ اینچی توپ دریایی مدل Mark 8 • ۲ × تیربار سنگین (گاتلینگ) • ۶ × مسلسل • ۲ × فالانکس ۲۰mm سیستم دفاع نزدیک دریایی                                                                                    |  |
| سیستم موشکی                    | • ۴ × موشک ضد کشتی سی اسکوا • ۲ × ۴ موشک هارپون که قابلیت پرتاب از لانچرهای چهارتایی (نصب نشده) • موشک کروز تاماهاک بی‌جی‌ام-۱۰۹ ضد ساحل                                                                       |  |
| رادار                          | • SAMPSON رادار ردیابی هوایی • S1850M رادار نظارت هوایی سه بعدی • ۲ × ریتون رادار باند I (نوع 1047) • ۱ × ریتون گروه راداری E / F (نوع 1048) • سیستم‌های الکترو-نوری کنترل آتش فوق الکترونیک سری ۲۵۰۰ (EOGCS) |  |
| توپخانه ضدهوایی                | ۲ × اورلیکن ۳۰mm |  |
| موشک دفاع هوایی                | سیستم موشکی افعی دریا ۴۸ × موشک‌های آستر ۱۵ و ۳۰ در ۴۸ لانچر عمودی SYLVER A50 • آستر ۱۵ • آستر ۳۰ |  |
| جنگ الکترونیک                  | • UTA 16 • سیستم دفاع اژدر سطحی کشتی • تله Airbone SYS IDS300 |  |
| هواگردهای قابل حمل             | • ۱-۲ × هلیکوپتر Lynx HMA8 • ۱ × هلیکوپتر Westland Merlin HM1 |  |
| سرنوشت                         | |  |

اچ‌ام‌اس درینگ اولین ناوشکن کلاس تایپ ۴۵ یا دیرینگ نیروی دریایی سلطنتی بریتانیاست که با قابلیت‌های بالای دفاع هوایی ساخته شده و هفتمین کشتی است که دارای این نام می‌باشد.

این کشتی ۸ هزار تنی در بخش کشتی‌سازی شرکت بی‌ای‌ئی سیستمز ساخته شده و در سال ۲۰۰۶ در رودخانه کلاید به آب انداخته شد و در طول سال‌های ۲۰۰۷ و ۲۰۰۸ به هدایت کشتی‌ها پرداخته است. این کشتی در دسامبر ۲۰۰۸ به نیروی دریایی سلطنتی بریتانیا تحویل گردیده و برای اولین بار در ژانویه ۲۰۰۹ به پایگاه بندری خود در پورتسموث وارد گشت. به عنوان اولین ناوشکن هدایت و رهبری که بعد از ناوهای تیپ ۴۲ در دهه ۱۹۷۰ برای نیروی دریایی سلطنتی ساخته شده، کشتی مذکور توجه رسانه‌ها و عموم مردم را به خود جلب کرده‌است. قیمت تقریبی ۶٫۶ میلیارد پوند برای شش کشتی نشان از سرمایه‌گذاری قابل توجه برای نیازهای آینده نیروی دریایی سلطنتی است.

## فعالیت‌های کنونی
درینگ اولین موشک از نوع افعی دریا (به انگلیسی: Sea Viper) را در جریان یک مانور در در می ۲۰۱۱ شلیک کرد.

درینگ در حال حاضر به دو سیستم دفاع نزدیک فالانکس سی‌دبلیوآی‌اس که در دو طرف ساختار بالایی آن نصب گردیده مجهز شده‌است.

در تاریخ ۶ ژانویه ۲۰۱۲، نیروی دریایی بریتانیا اعلام کرد درینگ برای انجام اولین مأموریت خود بندر پورتسموث را ترک و برای استقرار و بکارگیری به خلیج فارس اعزام خواهد گشت. درینگ پس از عبور از کانال سوئز وارد خلیج فارس شده و جایگرین ناوچه تیپ ۲۳ در منطقه آبی مذکور می‌گردد.

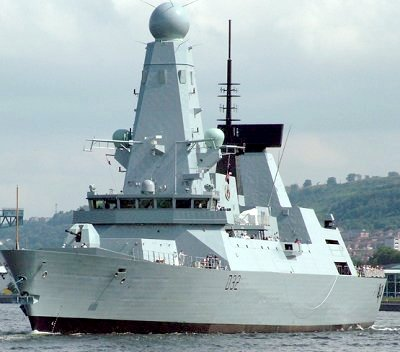

## طراحی

### طرح‌های رادارگریز
بارزترین نقطه طراحی این ناوشکن لبه‌های راست و صاف و منظم و عدم درهم و برهم بودن تجهیزات و طراحی در قسمت فوقانی و عرشه آن است. این نوع طراحی باعث سطح مقطع راداری کم درینگ گشته و توانایی رادارگریز بودن را به آن می‌دهد. گمانه‌زنی مطبوعات حاکی از آن است که طراحی خاص درینگ باعث گشته کشتی مذکور در رادار سایر شناورها اثری در حد قایق ماهیگیری داشته باشد.

### امکانات رفاهی ملوانان
بارها در مطبوعات به این نکته اشاره شده که درینگ اولین کشتی جنگی بریتانیا است که دارای امکانات ایمیل و سیستم‌های سرگرمی (از جمله نقاط شارژ آی پد) است.

با این حال، درینگ اولین شناور نیروی دریایی سلطنتی است که دارای فضاهای زندگی مشترک برای تطابق ملوانان زن و مرد است؛ دوش‌های همگانی و امکانات توالت به خوابگاه‌های انفرادی راه پیدا کرده و خوابگاه‌های شش نفره برای رتبه‌بندی تازه‌واردها به تطبیق ترکیب ملوانان زن و مرد انعطاف بسیار بیشتری داده است. هرچند همچون سایر شناورها مردان و زنان در فضاهای جداگانه می‌خوابند.

### دفاع هوایی پیشرفته
کلاس درینگ اغلب به عنوان قویترین شناورهای دفاع هوایی شناخته می‌شوند. توانایی کشتی بر روی رادار چند منظوره سمپسون (به انگلیسی: SAMPSON)  که قابلیت کشف صدها هدف در فاصله فراتر از ۴۰۰ کیلومتر را داشته و سیستم موشکی افعی دریا آن تمرکز یافته‌است. به علاوه رادار نظارت هوایی سه بعدی اس۱۸۵۰ام (به انگلیسی: S1850M) درینگ قادر به کشف و تشخیص بیش از ۱٬۰۰۰ هدف در فاصله بیشتر از ۴۰۰ کیلومتر است. همچنین قادر به تشخیص اجسام خارج اتمسفر از قبیل موشک‌های بالستیک است.

### سیستم‌ها و تسلیحات

#### پدافند هوایی
سیستم موشکی افعی دریا
- ۱× SAMPSON رادار ردیابی هوایی چند منظوره با برد ۴۰۰ کیلومتر
- ۱× S1850M رادار نظارت هوایی سه بعدی - برد ۴۰۰ کیلومتر. توانایی ردیابی تا ۱٬۰۰۰ هدف از جمله اشیاء خارج از جو مانند موشک بالستیک
- ۴۸ × موشک‌های آستر ۱۵ و ۳۰ در ۴۸ لانچر عمودی SYLVER A50. موشک‌ها به شرح زیر است؛
  - آستر ۱۵ - موشک برد کوتاه و متوسط ضدهوایی - برد ۲ - ۳۰ کیلومتر
  - آستر ۳۰ - موشک برد بلند ضدهوایی و ضد موشک بالستیک - برد ۳ - ۱۲۰ کیلومتر

#### ضد کشتی
- ۴ × Sea Skua موشک ضد کشتی. سوار شده بر روی هلیکوپتر Lynx HMA 8
- ۱ × ۴٫۵ اینچی توپ دریایی ضد کشتی Mark 8
- ۸ × RGM - 84  موشک هارپون که قابلیت پرتاب از لانچرهای چهارتایی را دارد اما استفاده از آن در شرایط کنونی در دستور کار نیست.

#### توپ‌ها
- ۱ × ۴٫۵ اینچی  توپ دریایی مدل Mark 8
- ۲ × اورلیکن ۳۰mm
- ۲ × تیربار سنگین (گاتلینگ) و تا ۶ × مسلسل
- ۲ × فالانکس ۲۰mm سیستم دفاع نزدیک

#### ضد زیردریایی
- ۱ × سونار MFS 7000
- ۲ × اژدر Sting Ray سوار شده بر روی هلیکوپتر Lynx HMA 8 یا هلیکوپتر Merlin HM1